# Gilbert Bécaud
Gilbert Léopold Silly, conocido como Gilbert Becaud (Toulon, 24 de octubre de 1927-París, 18 de diciembre de 2001), fue un cantante, compositor y pianista francés. También fue conocido como el señor de los cien mil voltios.

### Inicios
A la edad de nueve años inicia su carrera musical en el conservatorio de Niza, en la cual desarrolló sus habilidades en el piano. Durante la Segunda Guerra Mundial, trabaja en los clubes nocturnos con el seudónimo de François Becaud. Trabajó para Jacques Pills (esposo de Édith Piaf) y allí compone sus primeras canciones. Su primer éxito musical fue con Mes Mains del cual colaboró con Pierre Delanoë. Otras canciones como Nathalie, Le jour où la pluie viendra y Et maintenant lo mantuvieron célebre gracias a su estilo musical juvenil y dinámico que con el tiempo se aproximaba a lo decadente y triste. Fue uno de los mejores cantantes franceses de su época y quizás uno de los más prolíficos junto con Edith Piaf y Charles Aznavour. Su mayor éxito es el tema Et maintenant.

## Sobre la imagen de Gilbert
La corbata a puntos, sus casi cuatrocientas canciones y su mano en el oído son imágenes que marcaron su estilo. Aquella corbata era para él un amuleto, porque tenía su historia: Gilbert había estudiado piano y, joven aún, buscaba trabajo. Al presentarse en un piano-bar intentado lograr un empleo, el dueño del bar, que solicitaba un pianista, le dijo que era imposible teniendo en cuenta que la imagen de etiqueta de su establecimiento requería el uso de corbata y él no llevaba. Como iba acompañado de su madre, quien llevaba un vestido azul con puntos, ella misma arrancó el olan de su vestido para confeccionarle de manera improvisada una corbata a su hijo, quien regresó al bar, donde fue inmediatamente contratado. Después de aquel día, Gilbert se presentó siempre usando una corbata de puntos.
Trabajó esencialmente con tres compositores (letristas)
- Louis Amede
- Maurice Vidalin
- Pierre Delanoe

### Su piano
Gilbert apareció en escena siempre con el mismo piano, que poseía una particularidad: estaba ligeramente inclinado. Efectivamente, Gilbert estaba siempre dispuesto a observar la sala mientras estaba sentado al piano y para ello le solicitó a Jaques Dinnat (su escenógrafo) el hacer cortar uno de los tres pies del instrumento a fin de darle cierta inclinación necesaria, lo que fue efectuado por un artesano parisino. Esta inclinación, apenas perceptible a la vista, era suficiente para obtener el resultado deseado. Sin que ello afectara su interpretación o la del pianista que lo acompañaba regularmente: Gilbert Sigrist

## Sus canciones
Dotadas de un sentimiento profundo dejaron ver la pasión de este extraordinario cantautor alcanzando el rango de clásicos de la música mundial y una buena parte de ellos fueron versionados a otros idiomas con el mismo efecto sobre el público. Sus temas fueron interpretados por:
- Dalida
- Elvis Presley
- Les_Djinns_(Las_Voces_del_Cielo)
- Vicky Carr
- Raphael
- Neil Diamond
- Arianna
- The Everly Brothers
- Judy Garland
- Martine St. Clair
- Frank Sinatra
- Petula Clark
- Javier Solís
- Andy Williams
- Sonny & Cher
- Jerry Butler
- Bob Dylan
- Nina Simone
- James Brown

Hacia 1974 fue nombrado Caballero de la Legión de Honor de Francia, En 1982 grabó un dueto con la debutante cantante canadiense Martine St. Clair con el tema «L'amour est mort» después lanzaría la versión en español al lado de la cantante mexicana Arianna bajo el título «Murió el amor». Para la década de los años 1990 la actividad de Bécaud sufrió un aletargamiento al lanzar diversos recopilatorios y al actuar en giras de manera esporádica

### Muerte
Gilbert Bécaud grabó su último álbum, antes de morir de cáncer de pulmón, el 18 de diciembre de 2001, a bordo de su bote-casa de Boulogne-Billancourt, en su barcaza llamada Aran. Toda la profesión le rindió homenaje el viernes 21 de diciembre en su funeral en la iglesia de la Madeleine de París, y fue inhumado en la 45.ª división del cementerio du Père Lachaise. En el 2003, la artista Sophie Daumier fue enterrada en la tumba vecina.
Su último álbum fue lanzado post mortem el 19 de marzo de 2002. Su hijo Gaya ha seleccionado, entre una treintena de canciones, once canciones grabadas sobre los temas de la muerte y Dios. Uno de estos títulos es un dúo con Serge Lama, Le Train d'amour. El disco también contiene dos extractos del musical Madame Roza, interpretado por Annie Cordy.
En 2005, Gaya Bécaud lanzó un segundo álbum póstumo, Suite, que incluye tres temas inéditos, un dúo virtual con la cantante Fella y seis viejas canciones en una nueva versión reorquestada
En 2011, el año de la conmemoración de su muerte, Bécaud, la caja esencial, una colección de 267 canciones en doce CD, fue lanzada por EMI, Bécaud, una colección de 267 canciones en doce CD: álbumes originales, discos raros de 45 rpm, 38 canciones grabadas durante 13 apariciones en el Olympia, treinta y dos pistas inéditas en CD, etc.

## Filmografía (parcial)
- Le pays d'où je viens Dirección Marcel Carné Reparto Françoise Arnoul, Gilbert Bécaud, Claude Brasseur, Madeleine Lebeau, Gabriello - 1956
- Casino de Paris Dirección Claude Barma Reparto Vittorio De Sica, Caterina Valente, Gilbert Bécaud - 1957
- Les femmes des autres/ Croquemitoufle Dirección Claude Barma Reparto Gilbert Bécaud, Mireille Granelli, Micheline Luccioni, Michel Roux - 1958
- Canzoni nel mondo de Vittorio Sala-1963.
- Toute une vie Dirección Claude Lelouch Reparto Marthe Keller, André Dussollier, Charles Denner, Carla Gravina, Charles Gérard - 1973
- Un homme libre De Roberto Muller Dirección Claude Lelouch Protagonista Gilbert Bécaud - 1972

## Discografía
(fuente :Annie y Bernard Réval)
- 1947/1948

Banda sonora original de las películas «Banlieue», «Goûts et couleurs», «Special Kandahar» et «Riviera Dream». La Chouette écartelée - La Femme du cambrioleur.
- 1949

Banda sonora original de la película «Petits ballons, grands voyages».
- 1950

Bande sonora original del cortometraje «Jeux de mains».
- 1951

Le grand sympathique (chanson nerveuse) - À Midi sur les Champs-Élysées - Vous qui l'avez connue - Je brode des blouses.
- 1952

Je t’ai dans la peau - Vol de nuit - Ça gueule ça Madame - À mon ami - Hymne à la jeunesse - Formidable - Les croix - Elle a dit - Viens - Un nouveau printemps tout neuf - La fraîcheur de la mer - M'sieur Gaston - Une belle petite môme.
- 1953

Mes mains - Donne-moi - Il faut bâtir ta maison - Méqué méqué - Moi j'm'en fous - Quand tu danses - Madame Pompadour - C'était mon copain - Moi je sais - Ding dong sonnez - Cartes postales - La Ballade des baladins - Je suis folle - Accroche-toi à ton étoile - Moi je me méfie des anges - Ah ! Dites-moi pourquoi je l'aime.
- 1954

Passe ton chemin - Il aime rêver - Laissez faire, laissez dire - Je veux te dire adieu - T'as raison mon ami - Les Enfants oubliés - Que toi - Le monde est gentil - Il est fait si beau - Bandes originales des films « Moisson éclair », « La Sauvagine », « Visons ».
- 1955

Berceuse pour Gaya - Je t'appartiens - Terre nouvelle- Ça - Chanson cruelle - Cœur de Paris - Revenir sur tes pas - Légende - Les tambours et l'amour - Le Marchand de ballons - Pauvre pêcheur - Mon ami m'a trahi - Marianne de ma jeunesse - Couventine - Dis-moi qui je suis - Ça claque (quatre doigts sur du cuivre).
- 1956

La Corrida - Quelle joie - Alors raconte - Toi l'oiseau - Bande originale du film « Le Pays d'où je viens » (Mon cœur éclate - Patte blanche - Le grand magasin - Le Pays d'où je viens…) - Le Pianiste de Varsovie - Embrasse-moi ô mon amour - La Passion de vivre - C'est ça qu'on appelle aimer - Si si si la vie est belle - Je t'ai ouvert les yeux - Rentre chez toi et pleure - Le buste de ma chambre.
- 1957

Salut les copains - Les marchés de Provence - Bande originale du film « Casino de Paris » (Incroyablement - La machine à écrire - Le magicien - Le square Séverine…) - Le Regard des gosses - Il fait des bonds… le pierrot qui danse - Le jour où la pluie viendra - La ville - Pour qui veille l'étoile - Si je pouvais.
- 1958

Ran-tan-plan - C'est merveilleux l'amour - Viens danser - Croquemitoufle - Alleluia - Le mur - Don Quichotte - Hermano - Les amours de décembre - La courte échelle - Le sens giratoire.
- 1959

Le rideau rouge - Pilou Pilou hé - L'enterrement de Cornelius - La chanson pour Roseline - La cruche - Marie, Marie - Ah ! si j'avais des sous - La princesse de juillet - Bande originale du film « Babette s'en va-t-en guerre » (Générique - Conciliabule - Londres - La Poursuite - Final - La Marche de Babette…) - Quand tu n'es pas là - L'alligator - Le gnou - Le blaireau - Le ver luisant - Le coucou.
- 1960

Cantate « L’Enfant à l’Étoile » - Sacrée fille - C'était moi - L'absent - Je te promets - Galilée - Je me balance - Quand l'amour est mort - Tête de bois - Les petits lapins - Pour l'amour du ciel - Adieu bonjour.
- 1961

Et maintenant - Natashquan - La fille de l'eau - Les visiteurs - Miserere - Nous les copains - Cavalier du grand retour - Abrina birchoué (le fond des rivières) - Ma châtelaine - Martin - Les cocottes en papier - Toi le musicien - Dans ces moments-là - Le condamné - Mon amour impossible.
- 1962

Création de l' « Opéra d'Aran » - La grosse noce - Si je m'en reviens au pays - Nicolas- Le bateau blanc - Crois-moi ça durera - Daphné - Fanfan - Le jugement dernier - Va-t'en loin - Que tu me plais la fille - Contre vous - Sur la plus haute colline.
- 1963

Dimanche à Orly - Trop beau - De l'autre côté de la rivière - Toi - Mère douloureuse - Je t'attends - Ne dis rien - La route - Quand Jules est au violon - Si j'avais une semaine - Dégonflé - Au revoir - Les tantes Jeanne (Ah ! les jolies vacances) - Heureusement y'a les copains - C'est pas vrai - A l'enterrement de notre amour.
- 1964

Nathalie - L'aventure - Mon arbre - Plein soleil - L'orange - Ma souris danse - Les enfants du voyage - Mourir à Capri - Va savoir - La première fois - Pourquoi papa - Dis Mariette - Mon père à moi - Rosy and John - T'es venu de loin - Don Juan.
- 1965

Ce sont les amoureux (les amoureux du monde) - La vie de garçon - Il faut marcher - Quand le spectacle est terminé - L'amour ou la mort - Tu le regretteras - Chante-moi - Les jours meilleurs - Quand il est mort le poète - Où sont mes dix-huit ans ? - Je t'aime - For ever - Concerto pour piano.
- 1966

Mes hommes à moi - Hey mon frère - Le petit oiseau de toutes les couleurs - Mademoiselle Lise - Viens dans la lumière - Seul sur son étoile - Le petit prince est revenu - Je partirai - Les beaux quartiers- Qu'est-ce que tu attends là ? - Dans le lit d'un homme d'affaires - Les petites mad'maselles - La hollandaise - Monsieur le président-directeur-général et le lapin.
- 1967

L'important c'est la rose - Petit Jean - Merci beaucoup - Bienvenue parmi nous - La rivière - Les cloches - Black Sunday - Ca ne sera jamais trop - Je reviens te chercher.
- 1968

Les cerisiers sont blancs - La cinquième saison - La grande roue - Ma petite lumière - Le bateau miracle - Sur le pont des Invalides - On prend toujours un train pour quelque part - Au magasin d'antiquités - La ballade des apôtres.
- 1969

L'un d'entre eux inventa la mort (Dieu est mort) - Les créatures de rêve - Badabing beng bong - Silly symphonie - Monsieur Winter go home - Vivre - Mon grand-père le militaire- Les enfants du dimanche - Il s'en va mon garçon - Moi je m'en vais demain - Tu m'reconnais pas - La cavale - Je t'aimerai jusqu'à la fin du monde - A remettre à mon fils quand il aura seize ans - La fin d'un grand amour c'est d 'abord le silence.
- 1970

Le bain de minuit - Un petit tout petit miracle - Charlie t'iras pas au paradis - La vente aux enchères - L'homme et la musique - La solitude ça n'existe pas.
- 1971

La maison sous les arbres (Bande originale du film « The House under the trees » : Les écluses - Jill's panic - Jill's tears - The accident -The apartment - Mazarine street…) - La Chine - Liberacao - Kyrie.
- 1972

Et le spectacle continue - La répétition - Chante - Hi hai ho - Un peu d'amour et d'amitié - Les enfants nous regardent.
- 1973

L'Indien - Tango - La saison du désamour - Marie quand tu t'en vas - Une petite fille entre neuf et dix ans - Moi quand je serai guéri - Barbarella reviens - Les cocotiers - L'addition s.v.p. oui monsieur ! - L'enfant du ciel - Vive le roi carnaval - Comédie musicale « Gabrielle » (Cher up Madame - If I could choose one day - The little girl - On night - Waiting…).
- 1974

Il y a des moments si merveilleux - Félicitations - L'hirondelle - Le bal masqué - Ce monde t'attend - Le gitan qui rit tout le temps.
- 1975

Le dernier homme - Je t'aime mon frère - Laissez aller - Un homme heureux - La première cathédrale -- Le ciel.
- 1976

L'enfant malade - Heureux comme un poisson dans l'eau - La guimauve et le violoncelle - Le Rhône - Prends-moi sur ton bateau (Monsieur Cousteau) - Ce soir, je te dis tout - Les jours heureux - Ma copine et son enfant - L'amour c'est l'affaire des gens - Les Caraïbes - Deux cents ans après - Pleure pas petit frère - Lorsque viendra le dernier jour - La légende de l'eskimo et du mimosa - On a tous un coin de terre - Amoureuse de la vie.
- 1977

L'indifférence - On a besoin d'un idéal – My emotion - The skater (le danseur).
- 1978

Un instant d'éternité - Quand j'serai plus là - C'est en septembre - Sur terre rien de nouveau - Mama don't know - Le train de la vie - Cette chanson- De quoi demain sera-t-il fait ? - C'est différent la nuit - Le train d'amour - Quand on n'a pas ce qu'on aime – L’histoire de l’homme toujours content - Les bandes chansonnées.
- 1980

Mai 68 - Moi je veux chanter - Le pommier à pommes - Les gens - Credo - Le cheval bleu - A chaque enfant qui naît - So far away from Courbevoie - Toi et moi - Musicien de jazz - Manana c'est carnaval - Viens nous aider (Apocalypse now) - La chanson du cocu - Y'a pas d'lapin dans mon chapeau - Bande originale du film « The Jazz Singer » : Love on the rocks (L’amour est mort) – Songs of lfe (Les chansons de ta vie) – On the Robert E. Lee (Un sacré bateau à roues) – Hey Louise – Summerlove.
- 1981

Vahiné des vahinés - Chaque matin que tu vois - Bonjour la vie - Je ne fais que passer - Je me fous de la fin du monde - Dieu mécréant - L'amour est mort (version québécoise en duo avec Martine St-Clair).
- 1982

Power to love - Désirée - La française.
- 1983

Desperado - La fille de Nathalie - Adieu l'idiot - La demoiselle du 23.
- 1984

On attend on attend - La relève - Les âmes en allées - L'archange du Golf-Drouot - Love supersonique - Au bout de la route - La retraite - La chanson des pompons - Little Red boy - Mustapha Dupont.
- 1985

Encore une fois - Les rois du monde.
- 1986

Comédie musicale « Roza » : bouillabaisse people - Happiness - Max's visit - Diff'rent is me - N'das letter - Get the lady dressed hamil's birthday - Bravo bravo - Moon like a silver window - Merci - House in Algiers - N'das salespitch - Roza's yiddish high - Yussef's visit - Like is ahead of me - Lola's ceremony -Don't make me laugh - Live a little - Finale.
- 1987

Le Retour - La Revolutione - Comme Rambo - Ma chanson lilas - Marie-Pierre - La fille de la pub - Les cartes ont changé - Maria est de retour.
- 1988

Avec vingt ans de moins - Le poivre de Cayenne - Quand la musique s'arrête - Fais-moi signe - Après-toi c'est la mer - Bécaud - L'ombre et l'enfant - China song - Star qui rit, star qui pleure - Les cas désespérés seront prioritaires.
- 1993

Quand t'es petit dans le Midi - Oh ! que Paris c'est loin - Aran (l'opéra) - Ma première chanson (j'lai pas finie) - Il est à moi (l'Olympia) - Mon agenda - La balade américaine - Tu marches dans Broadway - Et salut les copains - La cabane blue - Mea culpa mea culpa - La dame de Saint-Paul - Du sable dans les mains - Une vie comme un torrent - Chanter c'est ma liberté. Début d’écriture de la versión française de « Roza » et d’une comédie musicale d’après « Vol au-dessus d’un nid de coucou ».
- 1996

Les enfants aux cheveux blancs - De only you à maintenant - Attention, attention - Y'a qu'la musique qui nous aime bien - Ensemble - Mal sans vous - L'Amérique m'a fait cocu - La belle journée - Parler d'amour.
- 1999

Les gens de l’île - Faut faire avec – When We dance – La chambre – La fille au tableau – Felicita - Les marins – Le poisson rouge - Chante-moi – L’arbre - Pour oublier quoi.
- 2002

Je partirai - Le cap de bonne espérance - On marche - Le train d’amour - Viens dans la lumière - La mort du loup - L’aventure - Au bout de la route - Le pommier à pommes - Au revoir (Adieu l’ami) - Bravo (Madame Roza) - Faut vivre un peu (Madame Roza) - Viens nous aider.
- 2005

C'est quoi le temps - Credo - Mustapha Dupont - Je me fous de la fin du monde - Le dernier été - Lorsque viendra le dernier jour - T'es venu de loin - De quoi demain sera-t-il fait ? - Le chemin - Pour qui veille l'étoile - Je t'aimerai jusqu'à la fin du monde.